# Galván (República Dominicana)
Galván é um município da República Dominicana pertencente à província de Bahoruco.
Sua população estimada em 2012 era de 5 685 habitantes.